# Autodrom Sedlčany
Das Autodrom Sedlčany (auch: Sedlčanská kotlina) ist eine Motorsport-Anlage für den Offroad-Motorsport in Sedlčany, Tschechien.

## Geschichte
Die Strecke wurde 1953 eröffnet. Ab 1958 gastierte dort die tschechische Motocross-Meisterschaft. Ab 1961 gab es auch internationale Veranstaltungen, die ihren Höhepunkt 1975 mit dem Motocross des Nations erreichten. In der heutigen Zeit finden auf dem Autodrom vornehmlich internationale und nationale Wettbewerbe im Rallycross (FIA Central European Zone Rallycross Trophy), Autocross, Motocross und historische Rallyes statt.

## Beschreibung

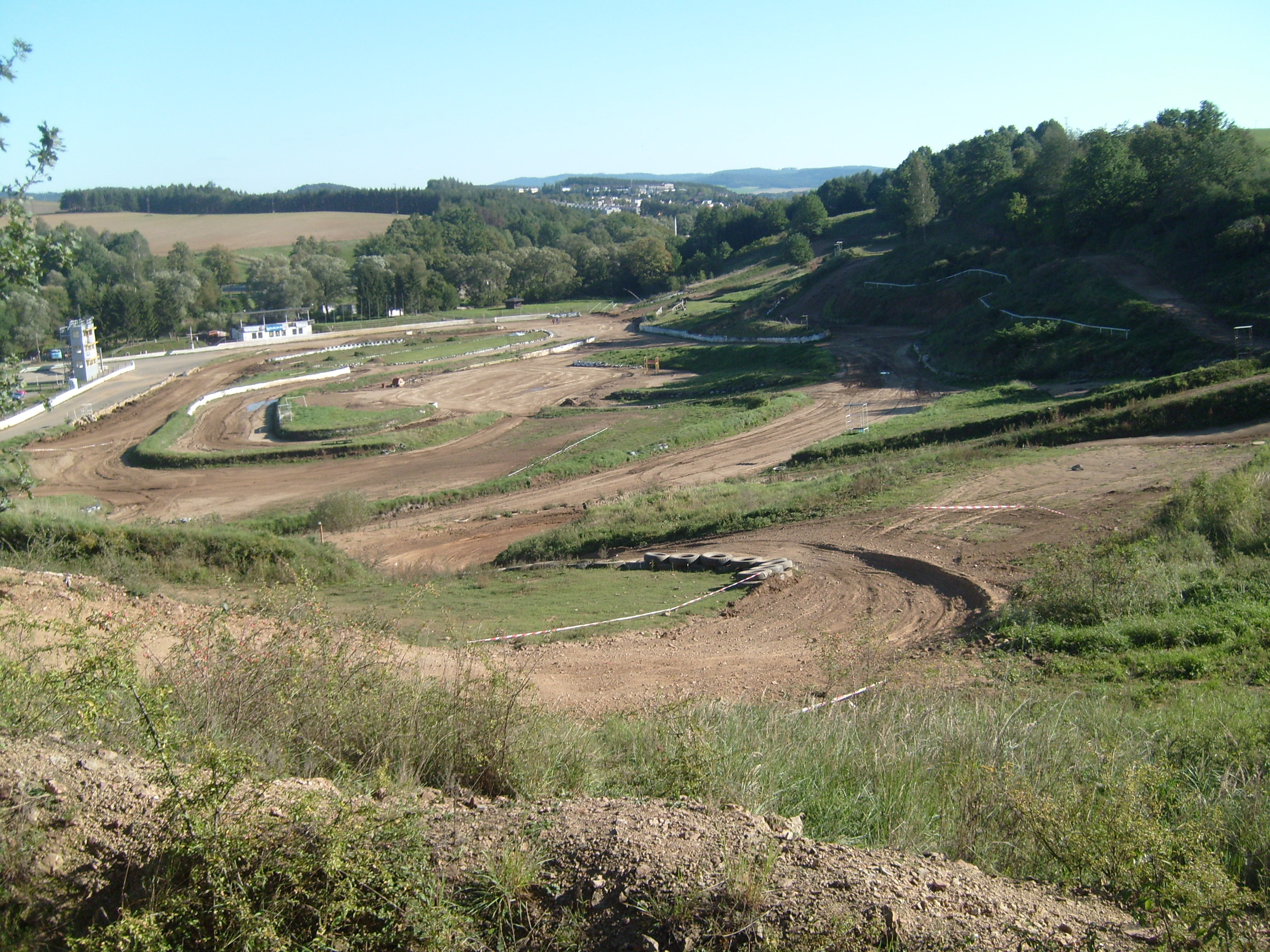
Autodrom Sedlčany (2007)

Sie besteht aus mehreren, zum größten Teil geschotterten Offroad-Pisten. Neben einem asphaltierten Startareal gibt es weitere Asphalt-Passagen.
Da das Fahrerlager am Bach Mastník liegt, ist die Anlage hochwassergefährdet, weswegen bereits Veranstaltungen im Vorfeld abgesagt oder in ihrem Verlauf abgebrochen werden mussten.

## Rallycross
Das Autodrom war zweimal Station für die Rallycross-Europameisterschaft der FIA.
Gesamtsieger der Division 1/Supercars:
- 2003: Per Eklund (Saab 9.3 T16 4x4)
- 1999: Per Eklund (Saab 9.3 T16 4x4)